# Западно-Сибирская равнина
Западно-Сибирская равнина — равнина, расположенная на севере Азии. Занимает всю западную часть Сибири от Уральских гор на западе до Среднесибирского плоскогорья на востоке. На севере ограничена побережьем Карского моря, на юге простирается до Казахского мелкосопочника, на юго-востоке Западно-Сибирская равнина, постепенно повышаясь, сменяется предгорьями Алтая, Салаира, Кузнецкого Алтая и Горной Шории. Равнина имеет форму суживающейся к северу трапеции: расстояние от её южной границы до северной достигает почти 2 500 километров, ширина — от 800 до 1900 км, площадь — 2,7 млн км².
Западно-Сибирская равнина — наиболее обжитая и освоенная (особенно на юге) часть Сибири. В её пределах располагаются Тюменская, Курганская, Омская, Новосибирская и Томская области, Ямало-Ненецкий и Ханты-Мансийский автономные округа, восточные районы Свердловской и Челябинской областей, значительная часть Алтайского края, западные районы Красноярского края (около 1/7 площади России), а также восточные окраины Оренбургской области, северные районы Кемеровской области. В казахстанской части в пределах равнины располагаются практически вся Северо-Казахстанская область, а также Акмолинская, Павлодарская, Костанайская и Абайская области.

## Рельеф

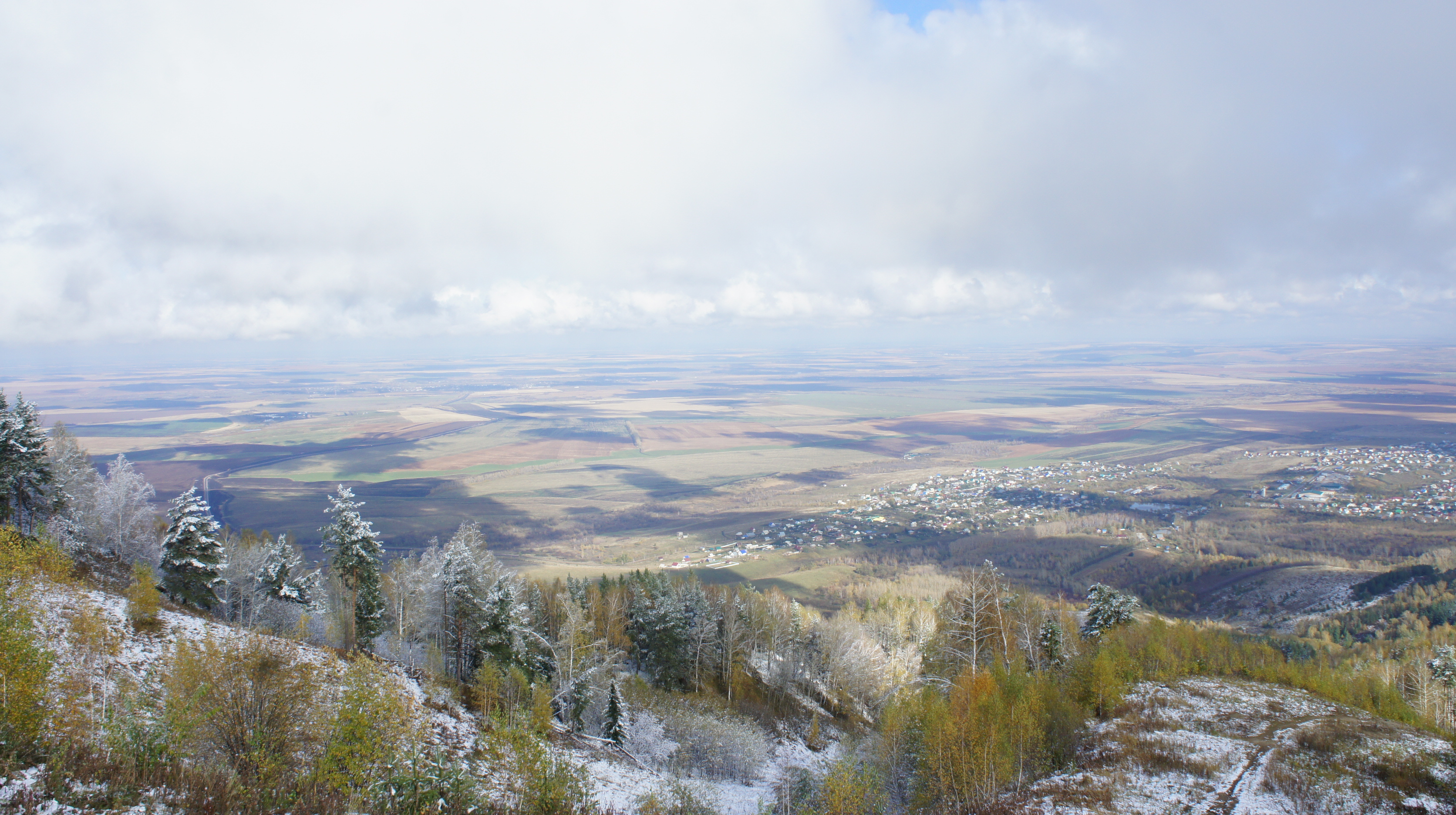
Южная граница Западной Сибири: вид на равнину с отрогов Алтайских гор (гора Церковка в Белокурихе)

Граница Западно-Сибирской равнины и Казахского мелкосопочника

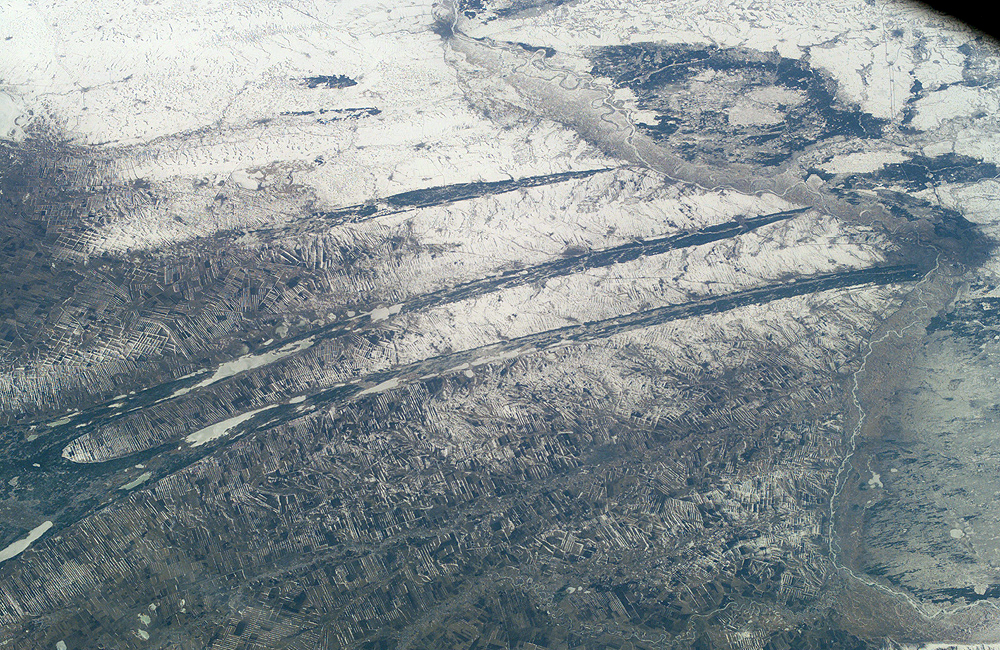
Приобское плато

Поверхность Западно-Сибирской низменности равнинная с довольно незначительным перепадом высот. Тем не менее, рельеф равнины достаточно разнообразен. Самые пониженные участки равнины (50-100 м) располагаются преимущественно в центральной (Кондинская и Среднеобской низменности) и северной (Нижнеобская, Надымская и Пурская низменности) её частях. Вдоль западной, южной и восточной окраин протягиваются невысокие (до 200—250 м) возвышенности: Северо-Сосьвинская и Туринская, Ишимская равнина, Приобское и Чулымо-Енисейское плато, Кетско-Тымская, Верхнетазовская и Нижнеенисейская возвышенности. Отчетливо выраженную полосу возвышенностей образуют во внутренней части равнины Сибирские Увалы (средняя высота — 140—150 м), простирающиеся с запада от Оби на восток до Енисея, и параллельная им Васюганская равнина.
Рельеф равнины во многом обусловлен её геологическим строением, а в основании Западно-Сибирской равнины лежит эпигерцинская Западно-Сибирская плита, фундамент которой сложен интенсивно дислоцированными палеозойскими отложениями. Образование Западносибирской плиты началось в верхней юре, когда в результате обламывания, разрушения и перерождения огромная территория между Уралом и Сибирской платформой опустилась, и возник огромный седиментационный бассейн. В ходе своего развития Западносибирская плита не раз захватывалась морскими трансгрессиями. В конце нижнего олигоцена море покинуло Западно-Сибирскую плиту, и она превратилась в огромную озерно-аллювиальную равнину. В среднем и позднем олигоцене и неогене северная часть плиты испытала поднятие, которое в четвертичное время сменилось опусканием. Общий ход развития плиты с опусканием колоссальных пространств напоминает не дошедший до конца процесс океанизации. Эта особенность плиты подчеркивается феноменальным развитием заболоченности.
Фундамент Западно-Сибирской плиты покрыт чехлом рыхлых морских и континентальных мезозойско-кайнозойских пород (глин, песчаников, мергелей и тому подобных) общей мощностью свыше 1000 м (во впадинах фундамента до 3000—4000 м). Самые молодые, антропогеновые, отложения на юге — аллювиальные и озёрные, нередко прикрытые лёссами и лёссовидными суглинками; на севере — ледниковые, морские и ледниково-морские (мощность местами до 200 м). В северной части Западно-Сибирской плиты (самой погруженной) находятся Надым-Тазовская и Ямало-Гыданская синеклизы, разделённые узким субширотным Мессояхским мегавалом. В центральной части Западно-Сибирской плиты находится несколько удлинённых в долготном направлении антеклиз, синеклиз и узких глубоких желобов: Ханты-Мансийская синеклиза, Хантейская антеклиза (с Сургутским и Нижневартовским сводами), Пурский жёлоб (над южной частью Колтогорско-Уренгойского рифта), Кеть-Вахская антеклиза и Худосейский жёлоб с Чулымской синеклизой. К югу от Кеть-Вахской и Хантейской антеклиз находятся субширотно вытянутая Среднеиртышская и Кулундинская синеклизы.
Отдельные геологические структуры, несмотря на мощный слой отложений находят отражение в рельефе равнины: так, пологим антиклинальным поднятиям отвечают, например, возвышенности Верхнетазовская и Люлимвор, а Барабинская и Кондинская низменности приурочены к синеклизам фундамента плиты. Однако в Западной Сибири нередки и несогласные (инверсионные) морфоструктуры. К ним относятся, например, Васюганская равнина, сформировавшаяся на месте пологой синеклизы, и Чулымо-Енисейское плато, располагающееся в зоне прогиба фундамента.
В манжете рыхлых отложений заключены горизонты подземных вод — пресных и минерализованных (в том числе рассола), встречаются также горячие (до 100—150°С) воды. Есть промышленные месторождения нефти и природного газа (Западно-Сибирский нефтегазоносный бассейн). В районе Ханты-Мансийской синеклизы, Красносельского, Салымского и Сургутского районов, в пластах баженовской свиты на глубине 2 км имеются крупнейшие в России запасы сланцевой нефти.

## Климат

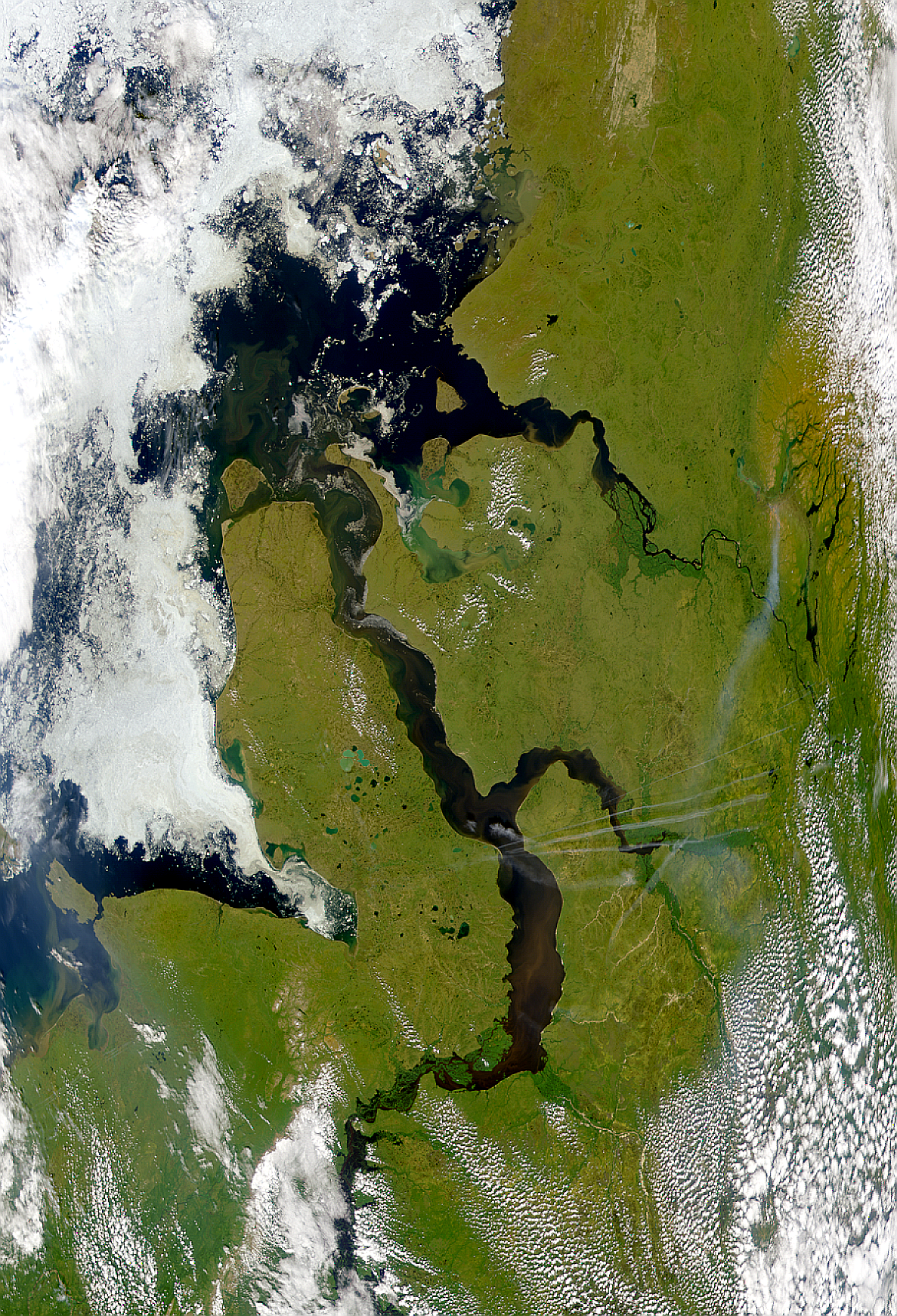
Север Западно-Сибирской равнины — полуострова Ямал, Тазовский и Гыданский

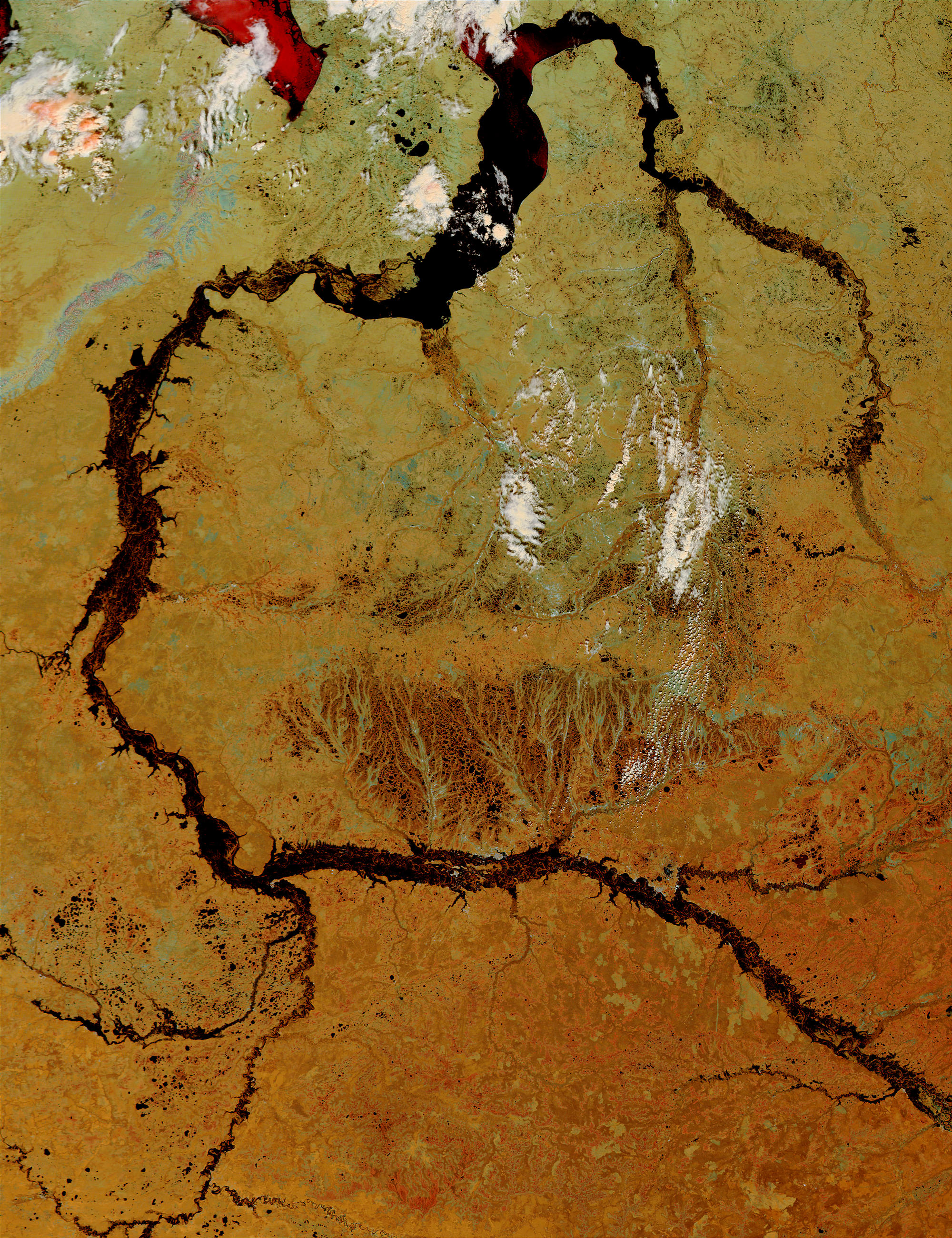
Западно-Сибирская равнина. Разлив рек Таз и Обь. Июль, 2002

Для Западно-Сибирской равнины характерен суровый, достаточно континентальный климат. Большая протяженность её с севера на юг обусловливает отчётливо выраженную зональность климата и значительные различия климатических условий северных и южных частей Западной Сибири. На континентальный климат Западной Сибири также существенное влияние оказывает близость Северного Ледовитого океана. Равнинный рельеф способствует обмену воздушными массами между северными и южными её районами.
В холодный период в пределах равнины осуществляется взаимодействие области относительно повышенного атмосферного давления, располагающейся над южной частью равнины, и области пониженного давления, которая в первой половине зимы протягивается в виде ложбины исландского барического минимума над Карским морем и северными полуостровами. Зимой преобладают массы континентального воздуха умеренных широт, которые поступают из Восточной Сибири или образуются на месте в результате выхолаживания воздуха над территорией равнины.
В пограничной полосе областей повышенного и пониженного давления нередко проходят циклоны. Поэтому зимой погода в приморских провинциях весьма неустойчива; на побережье Ямала и Гыданского полуострова случаются сильные ветры, скорость которых достигает 35—40 м/сек. Температура здесь даже несколько более высокая, чем в соседних лесотундровых провинциях, расположенных между 66 и 69° с. ш. Однако южнее зимние температуры опять постепенно повышаются. В целом же зима характеризуется устойчивыми низкими температурами, оттепелей мало. Минимальные температуры на всей территории Западной Сибири почти одинаковы. Даже вблизи южной границы страны, в Барнауле, бывают морозы до −50…−52°. Весна короткая, сухая и сравнительно холодная; апрель даже в лесоболотной зоне ещё не вполне весенний месяц.
В тёплое время года над Западной Сибирью устанавливается пониженное давление, а над Северным Ледовитым океаном формируется область более высокого давления. В связи с этим летом преобладают слабые северные или северо-восточные ветры и заметно усиливается роль западного переноса воздуха. В мае происходит быстрое повышение температур, но нередко, при вторжениях арктических масс воздуха, бывают возвраты холодов и заморозки. Наиболее тёплый месяц — июль, средняя температура которого — от 3,6° на острове Белом до 21-22° в районе Павлодара. Абсолютный максимум температуры — от 21° на севере (остров Белый) до 41° в крайних южных районах (Рубцовск). Высокие летние температуры в южной половине Западной Сибири объясняются поступлением сюда прогретого континентального воздуха с юга — из Казахстана и Средней Азии.
Большая часть осадков выпадает летом и приносится воздушными массами, приходящими с запада, со стороны Атлантики. В период с мая по октябрь Западная Сибирь получает до 70-80 % годовой суммы осадков. Особенно много их в июле и августе, что объясняется интенсивной деятельностью на арктическом и полярном фронтах. Количество зимних осадков сравнительно невелико и составляет от 5 до 20-30 мм/мес. На юге в некоторые зимние месяцы снег иногда совсем не выпадает. Характерны значительные колебания количества осадков в разные годы. Так, в лесостепной зоне, где при средней многолетней сумме осадков около 300—350 мм/год во влажные годы выпадает до 550—600 мм/год, а в сухие — всего 170—180 мм/год. Для крайних южных районов Западной Сибири характерны засухи, случающиеся главным образом в мае и июне.
Продолжительность залегания снежного покрова в северных районах достигает 240—270 дней, а на юге — 160—170 дней. Мощность снежного покрова в тундровой и степной зонах в феврале составляет 20-40 см, в лесоболотной полосе — от 50-60 см на западе до 70-100 см в восточных приенисейских районах.
Суровый климат северных районов Западной Сибири способствует промерзанию грунтов и широкому распространению вечной мерзлоты. На полуостровах Ямал, Тазовском и Гыданском мерзлота встречается повсеместно. В этих районах сплошного (слитного) её распространения мощность мёрзлого слоя весьма значительна (до 300—600 м), а температуры его низкие (на водораздельных пространствах — 4, −9°, в долинах −2, −8°). Южнее, в пределах северной тайги до широты примерно 64°, мерзлота встречается уже в виде разобщённых островов, перемежающихся с таликами. Мощность её уменьшается, температуры повышаются до 0,5 −1°, возрастает и глубина летнего протаивания, особенно на участках, сложенных минеральными горными породами.

## Гидрография

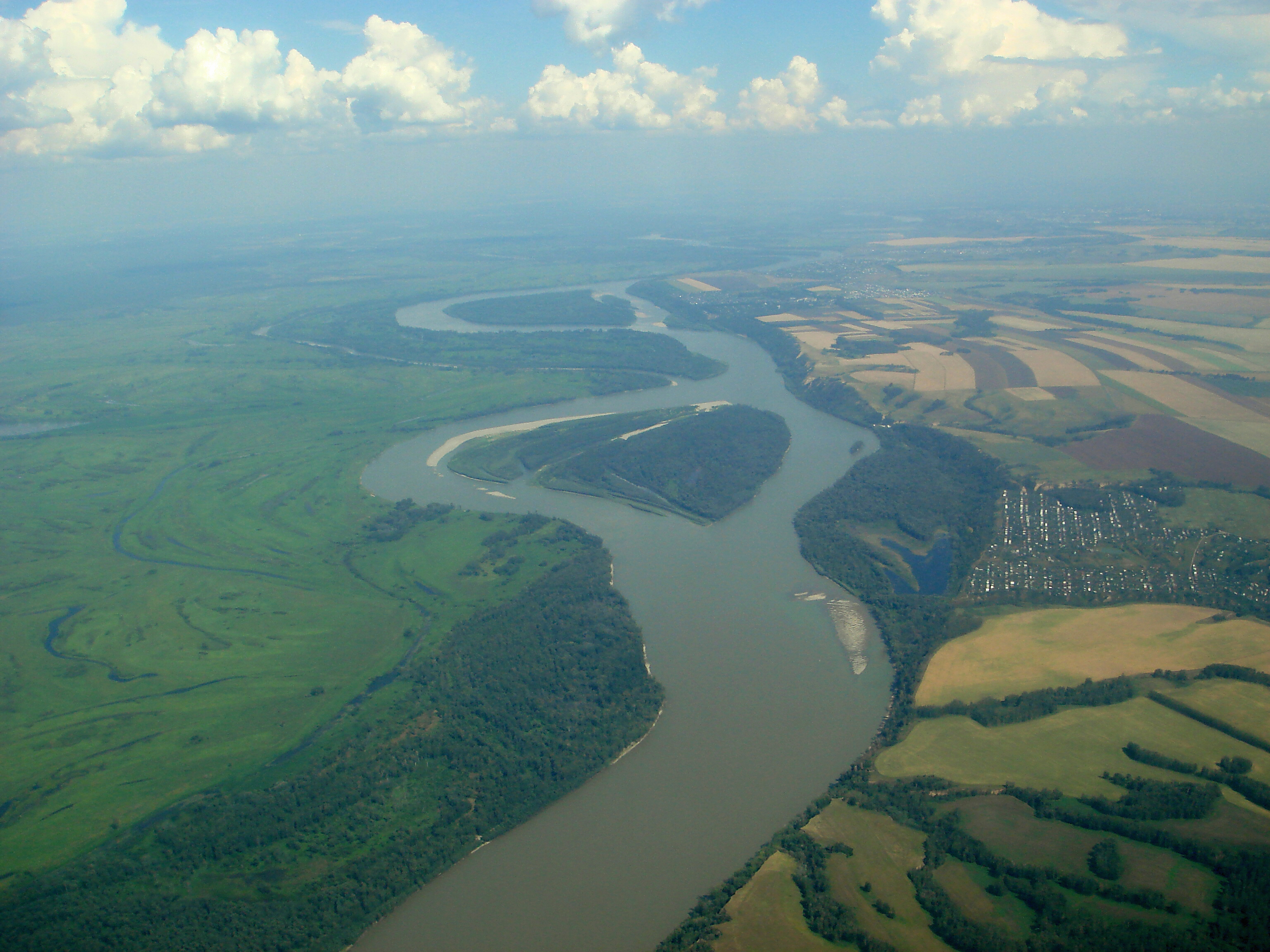
Река Обь у Барнаула

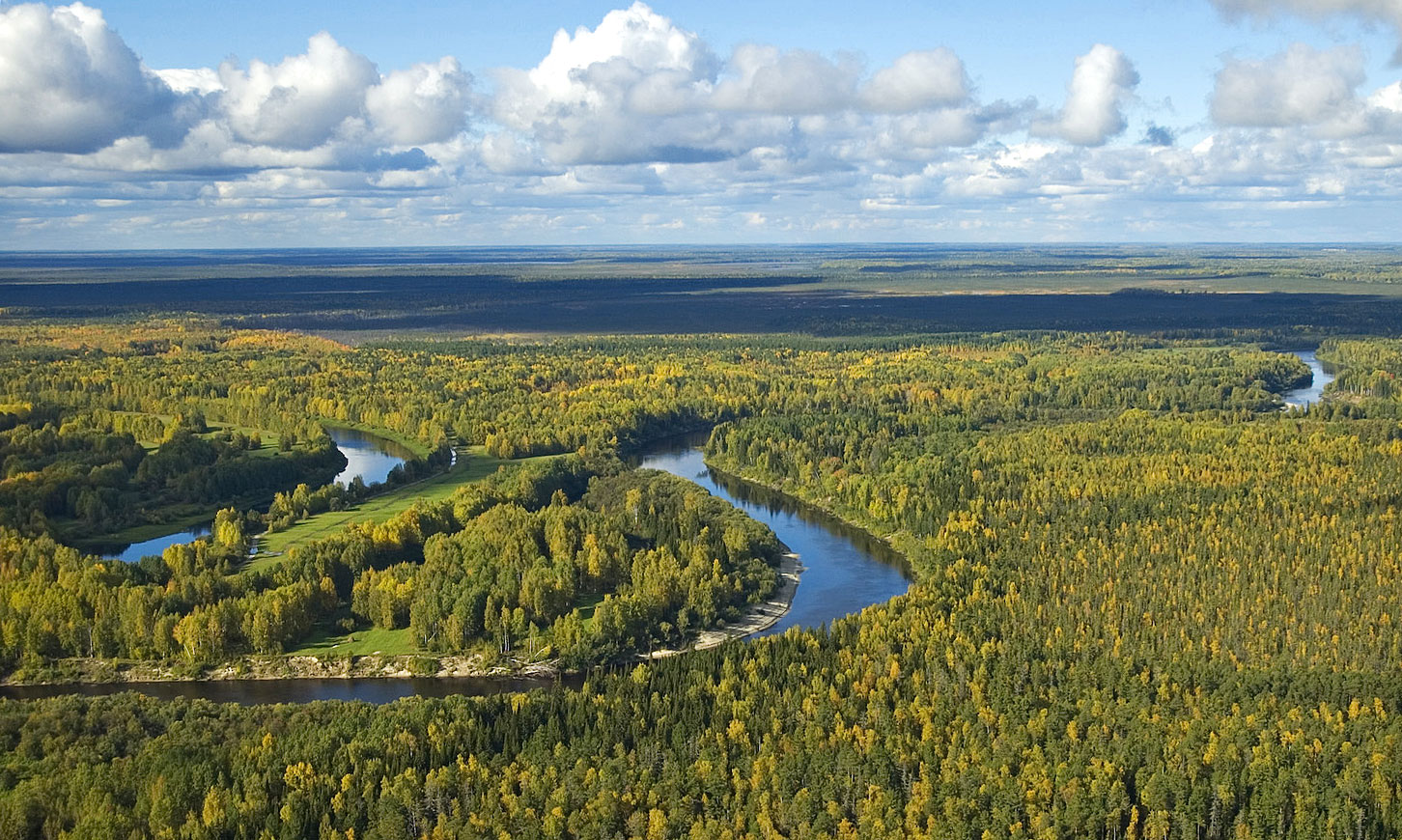
Река Васюган в верхнем течении

Территория равнины расположена в пределах большого Западно-Сибирского артезианского бассейна, в котором гидрогеологами выделяется несколько бассейнов второго порядка: Тобольский, Иртышский, Кулундинско-Барнаульский, Чулымский, Обский и др. В связи с большой мощностью покрова рыхлых отложений, состоящего из чередования водопроницаемых (пески, песчаники) и водоупорных пород, для артезианских бассейнов характерно значительное количество водоносных горизонтов, приуроченных к свитам различного возраста — юрским, меловым, палеогеновым и четвертичным. Качество подземных вод этих горизонтов весьма различно. В большинстве случаев артезианские воды глубоких горизонтов минерализованы сильнее, чем залегающие ближе к поверхности.
На территории Западно-Сибирской равнины протекает более 2000 рек, общая длина которых превышает 250 тыс. км. Эти реки выносят в Карское море ежегодно около 1200 км³ воды — в 5 раз больше, чем Волга. Густота речной сети не очень велика и меняется в разных местах в зависимости от рельефа и климатических особенностей: в бассейне Тавды она достигает 350 км, а в Барабинской лесостепи — всего 29 км на 1000 км². Некоторые южные районы страны общей площадью более 445 тыс. км² относятся к территориям замкнутого стока и отличаются обилием бессточных озёр.
Основные источники питания большинства рек — талые снеговые воды и летне-осенние дожди. В соответствии с характером источников питания сток по сезонам неравномерен: примерно 70—80 % его годовой суммы приходится на весну и лето. Особенно много воды стекает в период весеннего половодья, когда уровень крупных рек поднимается на 7—12 м (в низовьях Енисея даже до 15—18 м). В течение длительного времени (на юге — пяти, и на севере — восьми месяцев) западносибирские реки скованы льдом. Поэтому на зимние месяцы приходится не более 10 % годового стока.
Для рек Западной Сибири, в том числе самых крупных — Оби, Иртыша и Енисея, характерны незначительные уклоны и малая скорость течения. Так, например, падение русла Оби на участке от Новосибирска до устья на протяжении 3000 км равно всего 90 м, а скорость её течения не превышает 0,5 м/сек.
На Западно-Сибирской равнине расположено около одного миллиона озёр, общая площадь которых составляет более 100 тыс. км². По происхождению котловин они разделяются на несколько групп: занимающие первичные неровности равнинного рельефа; термокарстовые; моренно-ледниковые; озёра речных долин, которые в свою очередь делятся на пойменные и старичные. Своеобразные озёра — «туманы» — встречаются в приуральской части равнины. Они располагаются в широких долинах, разливаются весной, резко сокращая свои размеры летом, и к осени многие вообще исчезают. В южных районах озёра нередко заполнены солёной водой. Западно-Сибирской низменности принадлежит мировой рекорд по количеству болот на единицу площади (площадь заболоченной территории около 800 тысяч квадратных километров). Причинами этого явления являются следующие факторы: избыточное увлажнение, плоский рельеф, многолетняя мерзлота и способность торфа, имеющегося здесь в большом количестве, удерживать значительную массу воды.

## Природные зоны

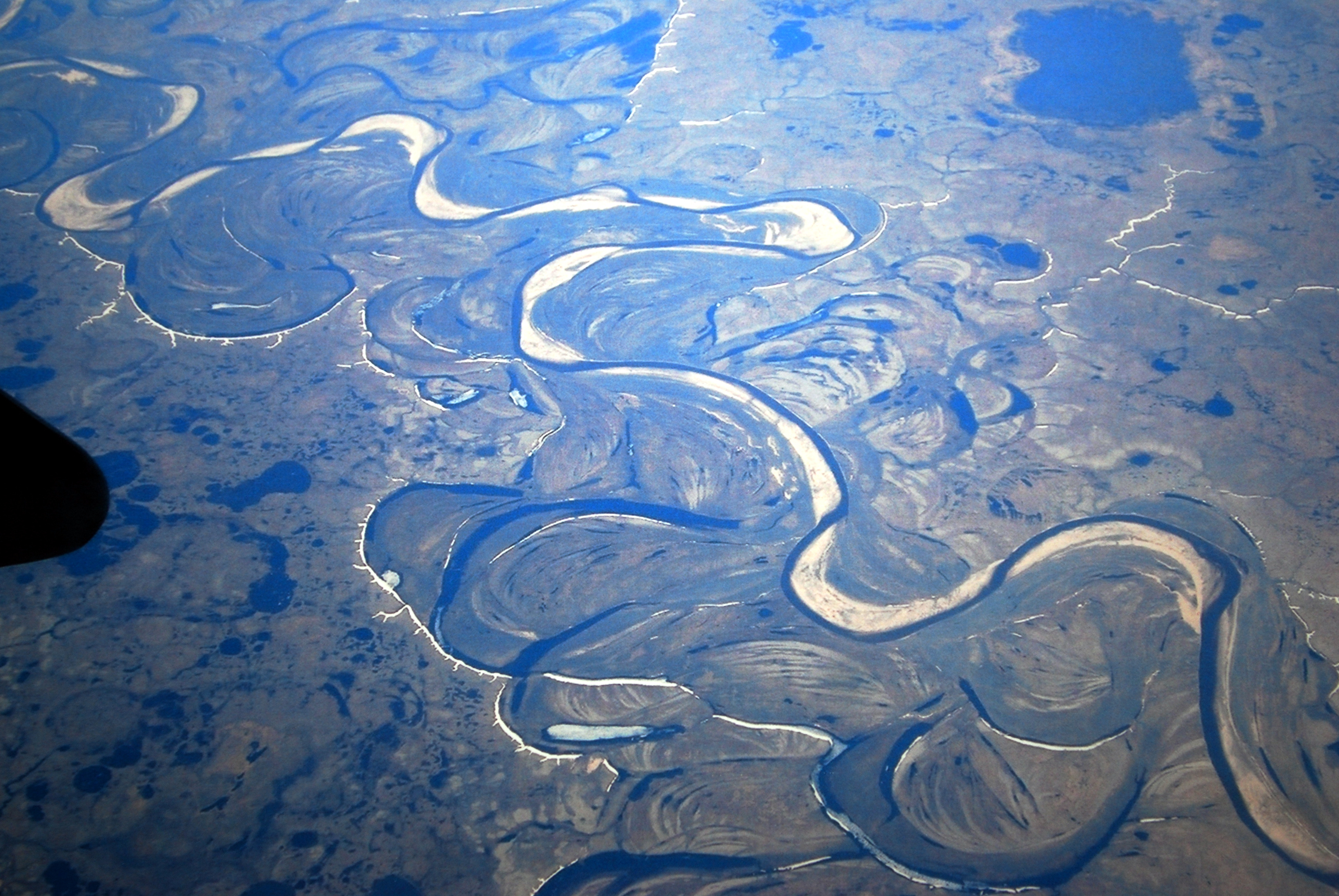
Ямальская тундра

Большая протяжённость с севера на юг способствует ярко выраженной широтной зональности в распределении почв и растительного покрова. В пределах страны располагаются постепенно сменяющие одна другую тундровая, лесотундровая, лесоболотная, лесостепная, степная и полупустынная (на крайнем юге) зоны. Во всех зонах достаточно большие площади занимают озёра и болота. Типичные зональные ландшафты располагаются на расчленённых и лучше дренируемых плакорных и приречных участках. На слабодренированных междуречных пространствах, сток с которых затруднён, а почвы обычно сильно увлажнены, в северных провинциях преобладают болотные ландшафты, а на юге — ландшафты, формирующиеся под влиянием засоленных грунтовых вод.
Большую площадь занимает зона тундры, что объясняется северным положением Западно-Сибирской равнины. Южнее располагается лесотундровая зона. Лесоболотная зона занимает около 65 % территории Западно-Сибирской равнины. Широколиственные и хвойно-широколиственные леса здесь отсутствуют. За полосой хвойных лесов следует узкая зона мелколиственных (в основном берёзовых) лесов. Увеличение континентальности климата обусловливает относительно резкий по сравнению с Восточно-Европейской равниной переход от лесоболотных ландшафтов к сухим степным пространствам южных районов Западно-Сибирской равнины. Поэтому ширина лесостепной зоны в Западной Сибири намного меньше, чем на Восточно-Европейской равнине, а из древесных пород в ней встречаются главным образом берёза и осина. В крайней южной части Западно-Сибирской низменности располагается степная зона, которая по большей части распахана. В плоский ландшафт южных районов Западной Сибири вносят разнообразие гривы — песчаные гряды 2-10 метров в высоту (иногда до 30-40 метров), покрытые сосновым лесом.

## Крупные города
На Западно-Сибирской равнине расположены следующие крупные города:
- Салехард
- Лабытнанги (без пгт Харп)
- Надым
- Новый Уренгой
- Ноябрьск
- Нижневартовск
- Сургут
- Нефтеюганск
- Ханты-Мансийск
- Нягань
- Тюмень
- Тобольск
- Ишим
- Ирбит
- Каменск-Уральский (северная часть)
- Тавда
- Курган
- Шадринск
- Челябинск (восточная часть)
- Копейск
- Кокшетау (частично южная часть)
- Омск
- Новосибирск
- Бердск
- Искитим
- Новокузнецк
- Барнаул
- Бийск
- Рубцовск
- Кемерово
- Томск
- Северск
- Красноярск (западная часть)
- Петропавловск
- Костанай
- Павлодар

## Галерея

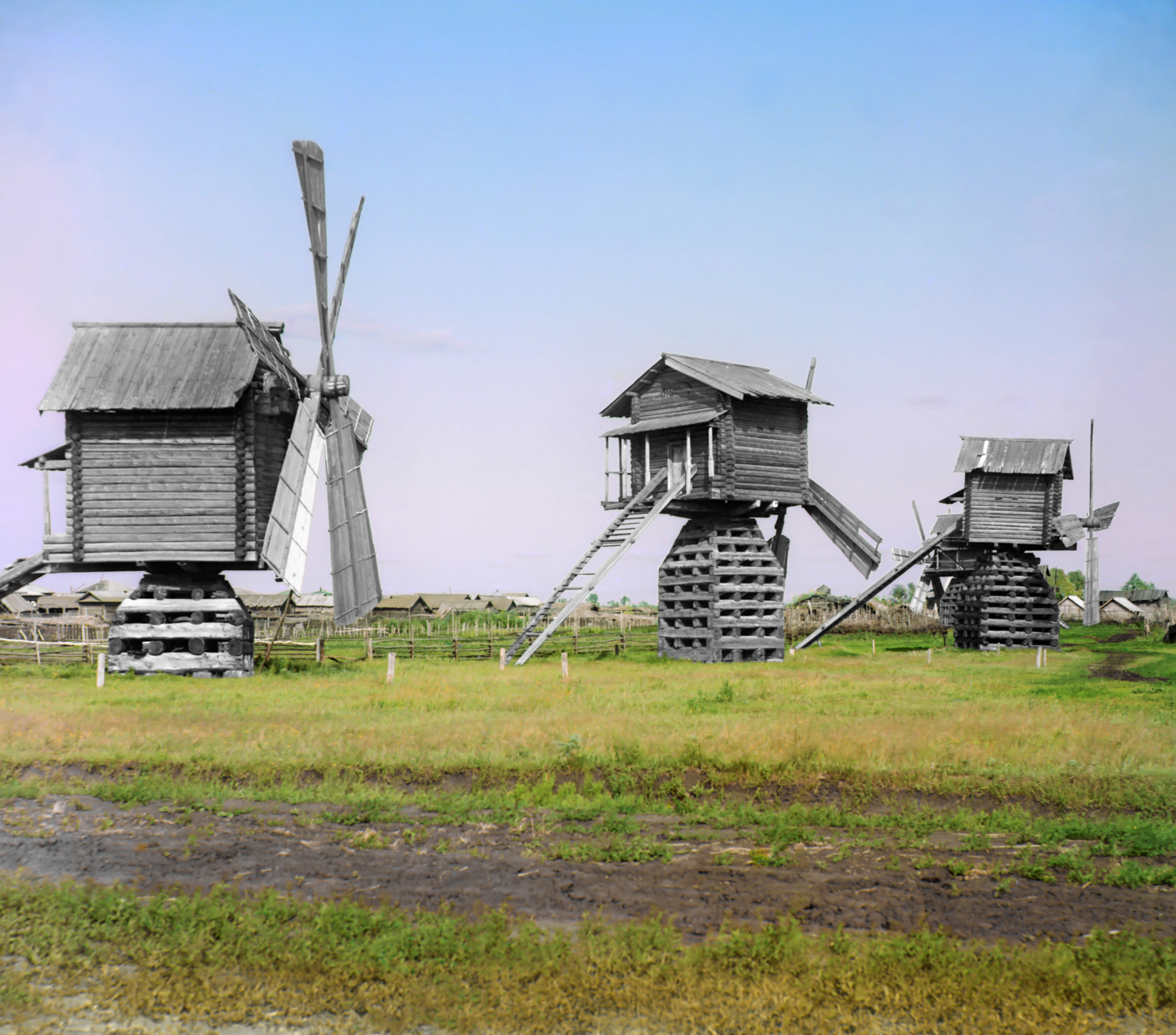
Ветряные мельницы на Сибирской равнине (С.  М.  Прокудин-Горский, 1912)
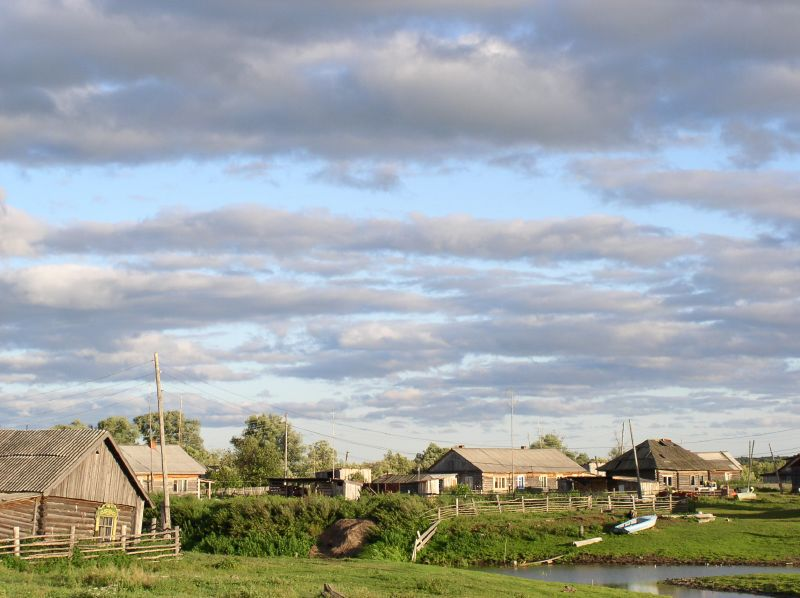
Деревня в Томской области
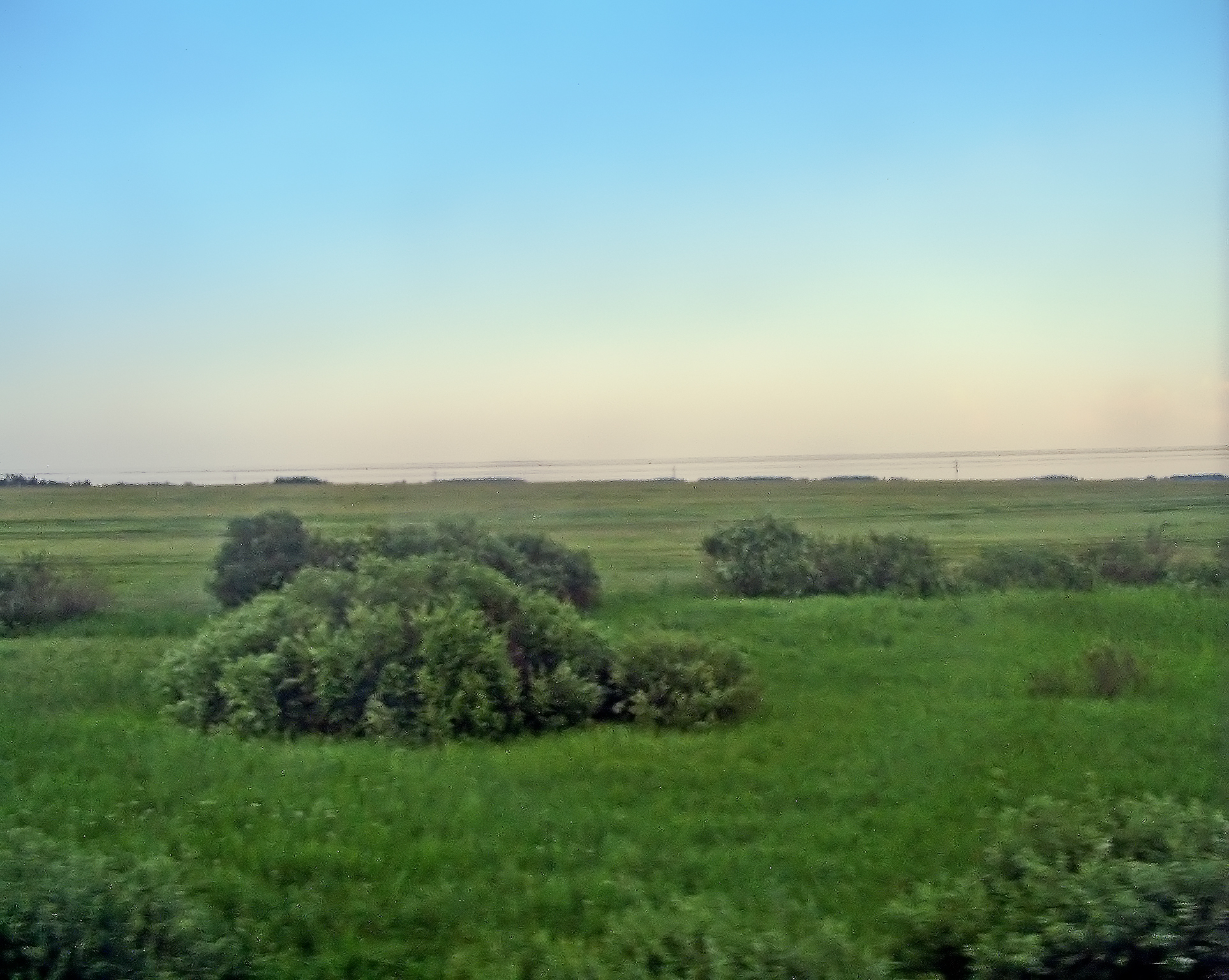
Пейзаж Западно-Сибирской равнины
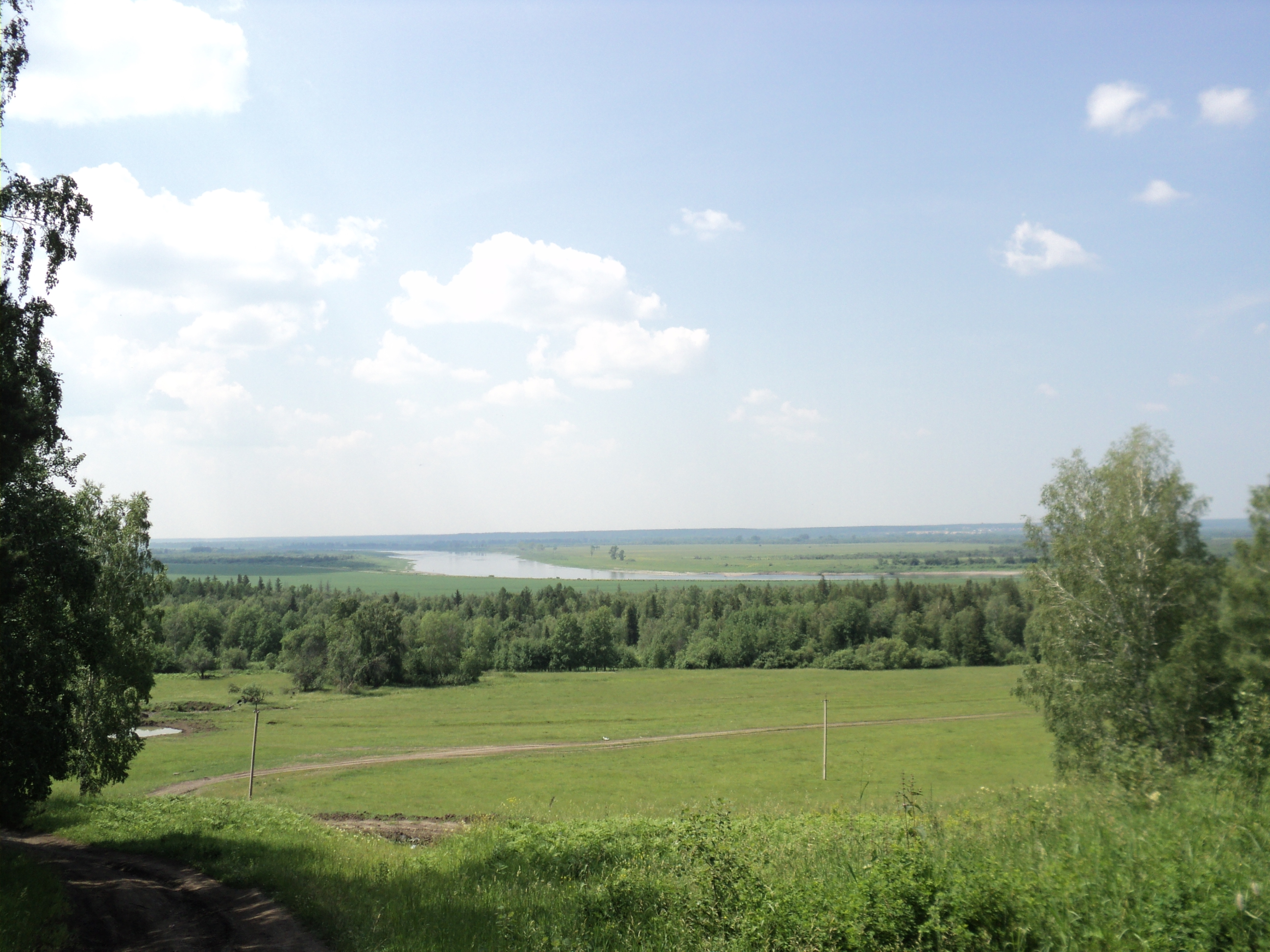
Пойма Томи
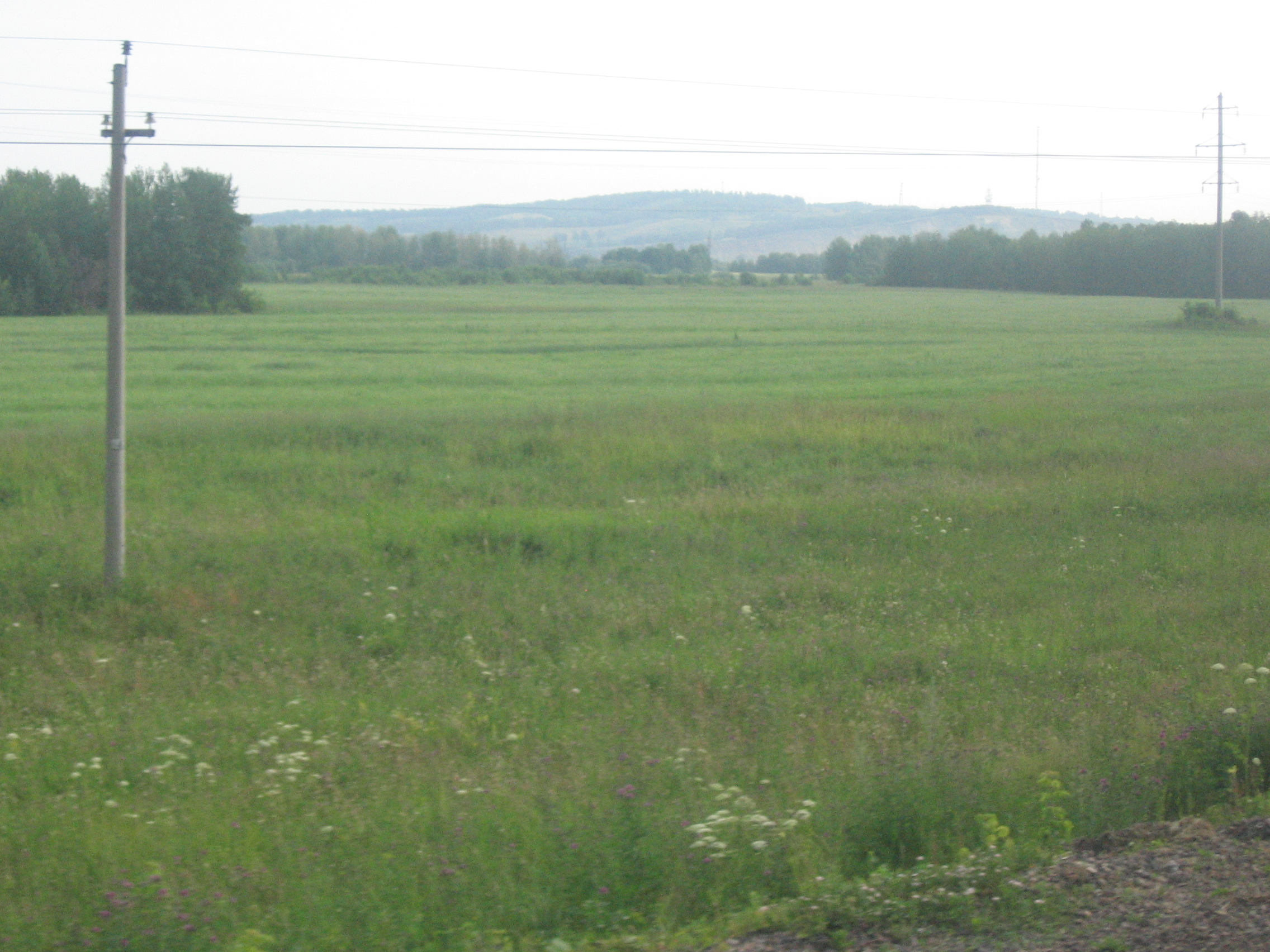
Мариинские лесостепи